# 윤성호 (아나운서)
윤성호(1981년 2월 6일 ~ )는 대한민국의 스포츠 전문 케이블 방송국 SBS 스포츠의 스포츠캐스터이다.

## 생애
2006년 SBS 스포츠에 입사해서 KBO 리그, 프로배구 V-리그, 잉글리시 프리미어 리그 등의 중계 및 주간배구를 진행 중이다.